# Белый, Василий Александрович
Василий Александрович Белый  — дьяк на дипломатической службе у московского князя Василия III.  
9 апреля 1514 года отправился в составе посольства к датскому королю Христиану II для союза против польского короля Сигизмонда I и шведского короля Стена Стуре Младшего. В апреле 1515 года посольство было повторено. 16 августа 1519 года был отправлен с посольством к Альбрехту великому магистру Тевтонского ордена.